# 中九州短期大学
中九州短期大学（なかきゅうしゅうたんきだいがく、英語: Nakakyushu Junior College）は、熊本県八代市平山新町4438に本部を置く日本の私立大学。1951年創立、1974年大学設置。大学の略称はNJC。

## 概観

### 大学全体について
- 熊本県八代市に所在する日本の私立短期大学で、設置主体は学校法人八商学園[1]。
- 1974年に開学、当初から2学科からなっている。

### 建学の精神（校訓・理念・学是）について
- 中九州短期大学の教育理念は「師弟と和熟による人間形成」となっている。

### 教育および研究について
- 中九州短期大学の教育
  - 経営福祉学科 2008年度より「介護福祉士」コースが設置されている。
  - 幼児保育学科「保育総合」と「子ども心理」の各コースからなっている。

### 学風および特色について
- 中九州短期大学は、全人的な教育による人材育成をモットーとしている。

## 沿革について
- 1951年 八代商業専修学校設置。
- 1968年
  - 9月30日 短大設立用の土地買収。
- 1974年
  - 1月10日 左記を以て文部省[注 1]より短期大学の設置が認可される[2]。
  - 4月1日 中九州短期大学が以下の学科体制にて開学する。
    - 商経学科 入学定員80名[注釈 1]
    - 幼児教育学科 入学定員50名[注釈 1]
- 1975年
  - 5月1日 学生数[4]/定員
    - 商経学科 136[注 2]/160
    - 幼児教育学科 170[注釈 2]/100
- 1992年
  - 5月1日 学生数[注 3]/定員
    - 商経学科 366[注 4]/160
    - 幼児教育学科 153[注 5]
- 1999年
  - 5月1日 学生数[7]/定員
    - 商経学科 107[注 6]/160
    - 幼児教育学科 215[注 7]/100
- 2005年
  - 4月1日 幼児教育学科を幼児保育学科と改名[8]。
- 2007年
  - 4月1日 商経学科を経営福祉学科に改組[9]。
- 2008年
  - 4月1日 経営福祉学科に介護福祉コースを置く。
- 2018年
  - 4月1日 福祉経営学科の「情報・ビジネスコース」を「国際ビジネスコース」に変更[10]。
- 2021年
  - 4月1日 幼児保育学科の入学定員を80→50に減員[11]。
- 2024年
  - 3月18日 2025年度以降の募集停止を発表[12]。

## 基礎データ

### 所在地
- 熊本県八代市平山新町4438

### 交通アクセス
- 肥薩おれんじ鉄道肥後高田駅から徒歩で数分、またはJR九州鹿児島本線・肥薩線八代駅から産交バス「11道の駅たのうら」行に乗車して「短大・高専前」バス停留所で下車すぐ。

### 象徴
- 右記資料を参照[13]。

## 教育および研究

### 組織

#### 学科
- 経営福祉学科 入学定員50名
- 幼児保育学科 入学定員50名

#### 専攻科
- なし

#### 別科
- なし

##### 取得資格について
資格
- 保育士資格が幼児保育学科にて取得できるようになっている。
- 介護福祉士資格が、経営福祉学科（介護福祉コース）にて取得できる。

教職課程
- 幼稚園教諭二種免許状が幼児保育学科にて取得できるようになっている。
- かつて、中学校教諭二種免許状（社会）が経営福祉学科の前身である商経学科にて設置されていた[注 8]。

### 研究
- 『中九州短期大学論叢』[18]

## 学生生活について

### 部活動・クラブ活動・サークル活動について
- 中九州短期大学のクラブ活動
  - 体育系：弓道・サッカー・卓球・ソフトボール・バレーボール・テニス・格闘技・アウトドアなどがある。女子バレーボール部は、九州大学1部リーグに所属している強豪である。
  - 文化系：軽音楽・ボランティア・茶道・華道・会計・レクレーションのほか「沖縄県人会」といったユニークなものもある。

### 学園祭について
- 中九州短期大学の学園祭は「ざぼん祭」と呼ばれている。

## 大学関係者と組織

### 大学関係者一覧

#### 大学関係者
- 本田弘人：初代学長
- 鍛治舎巧：元副学長（兼：秀岳館高校野球部監督）-2017年退任

#### 出身者
- 中村博生:八代市長

## 施設

### キャンパス
- 図書館
- 総合体育館（Nakagawaふれ愛アリーナ）バレーボールコート6面、バドミントンコート12面
- サッカーグラウンド（人工芝）
- 音楽棟
- コンピュータールーム
- シンボルタワー：本短大の教育理念となっている「師弟の和熟による人間形成」をテーマに造られた。短大の校門あたりにある。
- 学生寮

## 対外関係について

### 系列校
- 秀岳館高等学校

## 卒業後の進路について

### 編入学・進学実績について
- 経営福祉学科：九州大学・島根大学・琉球大学・鹿児島大学・長崎大学・日本大学・名桜大学ほか
- 幼児保育学科：吉備国際大学・徳島文理大学・熊本学園大学・名古屋学院大学ほか